# Château du Hamel
Le château du Hamel est situé dans la commune de Castets et Castillon, dans le département de la Gironde en France.

## Historique
Le château a été édifié au XIVe siècle à la demande de Raymond Guilhem de Goth, neveu du Pape Clément V et réaménagé au XVIe siècle par Jean de Fabas puis à nouveau au XVIIe siècle,.

Il est inscrit au titre des monuments historiques  par arrêté du 20 juin 1963.